# دوري كرة القدم الغربي 1987–88
دوري كرة القدم الغربي 1987–88 (بالإنجليزية: 1987–88 Western Football League)‏ هو موسم من دوري كرة القدم الغربي ‏. فاز فيه Liskeard Athletic F.C. ‏.